# Empress of Canada (paquebot, 1961)
Pour les articles homonymes, voir Empress of Canada, Mardi gras (homonymie), Olympic et Apollon (homonymie).
L’Empress Of Canada est un paquebot construit en 1961 par les chantiers Vickers-Armstrong de Newcastle pour la Canadian Pacific Steamship Company.
Après avoir eu divers noms et armateurs, il est détruit à Alang en 2003 sous le nom d’Apollo.

## Histoire

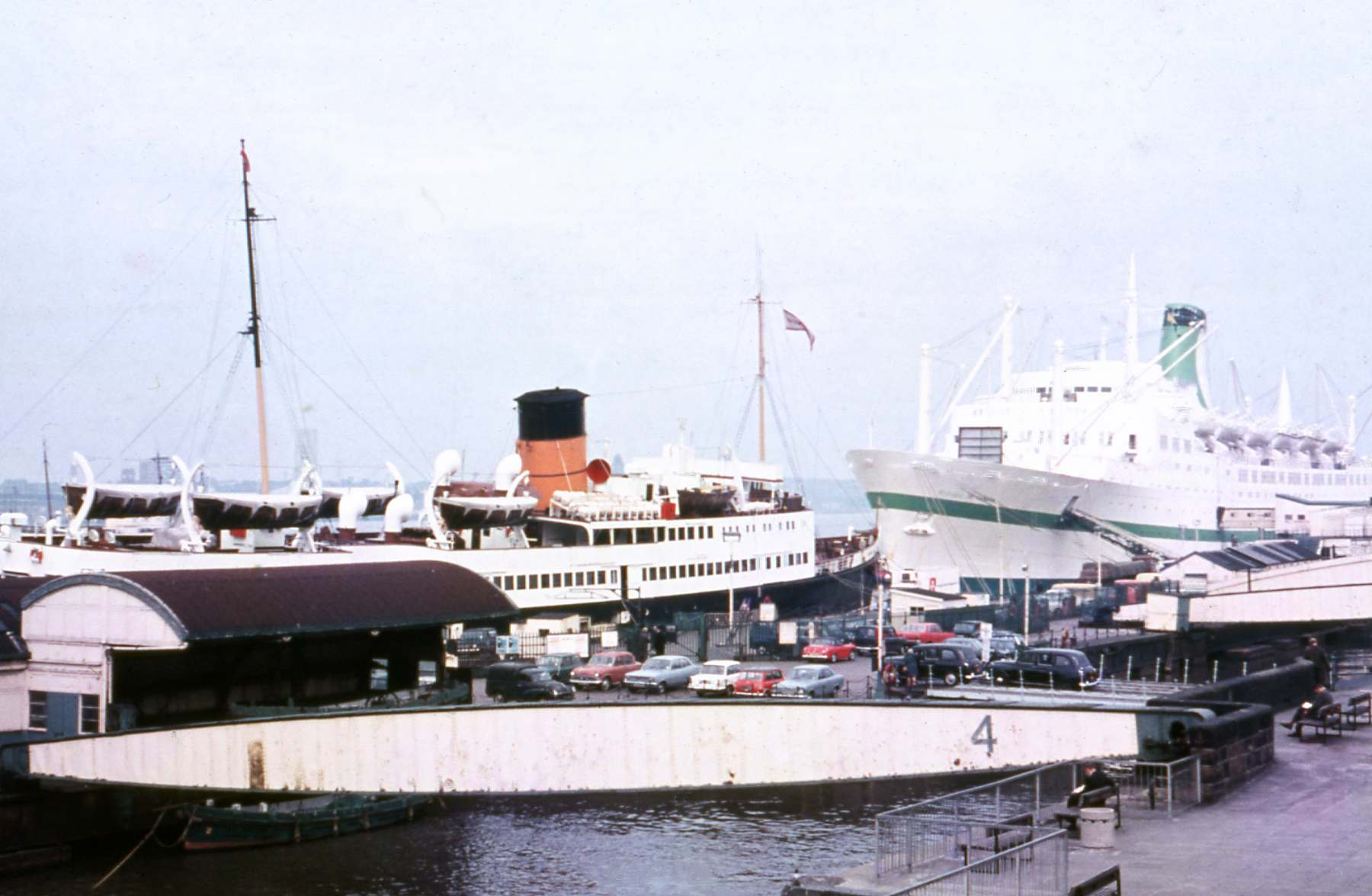
L’Empress of Canada (à droite) en 1971

L’Empress of Canada est un paquebot construit en 1961 par les chantiers Vickers-Armstrong de Newcastle pour la Canadian Pacific Steamship Company. Il est lancé le 10 mai 1960 et quitte Liverpool pour son voyage inaugural à destination de Montréal le 24 avril 1961. Il effectue cet itnéraire lorsque le Saint-Laurent est navigable. En hiver, il effectue des croisières, Montréal n’étant pas accessible car le Saint-Laurent est gelé.
Au cours des années 1960, le trafic maritime sur l’Atlantique Nord est fortement concurrencé par le domaine de l’aviation. C'est ainsi qu'en 1969, le navire ne traverse l’Océan Atlantique que sept fois, passant le reste du temps à effectuer des croisières dans les Caraïbes.
Le 23 novembre 1971, le paquebot arrive à Liverpool depuis le Canada pour la dernière fois. Le 17 décembre 1971, il arrive à Londres. Il y est désarmé et mis en vente, après avoir effectué 121 traversées de l’Atlantique Nord et 82 croisières.
En janvier 1972, il est acquis par Carnival Cruise Lines et est renommé Mardi Gras. Il effectue son premier voyage au départ de Tilbury à Miami le 26 février 1972. Le navire s'échoue sur un banc de sable lors de cette traversée.
En 1993, Carnival Cruise Lines met en service une nouvelle série de navires de croisières et décide de vendre son premier navire, le Mardi Gras, afin de renouveler sa flotte. Il est vendu à la compagnie Epirotiki Lines et devient l’Olympic, puis le Star of Texas en 1994. L’année suivante, Epirotiki Lines devient Royal Olympic Cruises. Le Star of Texas devient l’Apollon. En 1997, il est affrété par Direct Cruises et prend le nom d’Olympic 2004 pour la durée de l’affrètement. En 2000, le navire est désarmé au Pirée. Il est alors propriété de V-Ships (en). En 2001, il effectue des croisières afin de compenser le retard dans la livraison de l’Olympic Explorer avant d’être à nouveau retiré du service en 2003.
Quelques semaines plus tard, il est vendu à la casse sous le nom d’Apollo et est détruit à Alang.

### Sources
- (en) Cet article est partiellement ou en totalité issu de l’article de Wikipédia en anglais intitulé « RMS Empress of Canada (1960) » (voir la liste des auteurs).